# Ельдар Куртанідзе
Ельда́р Куртані́дзе (16 квітня 1972, село Квемо Пшаві, район Ґулріпші, Абхазія) — грузинський борець вільним стилем.

## Життєпис
Брав участь на літній Олімпіаді 2000, змаганнях з вольної боротьби у ваговій категорії до 97 кг. Виборов бронзову нагороду. Також, він був бронзовим медалістом в 1996 році у ваговій категорії до 90 кг. На додачу до Олімпійської бронзи, він виборов дві золоті нагороди на чемпіонатах світу в 2002 та 2003 роках та дві срібні нагороди в 1993 та 2005 роках. Також, він брав участь в літній Олімпіаді 2004, однак, рано вибув із змагань.
У 1996 році закінчив Сухумський філіал Тбіліського державного університету, потім юридичний факультет Тбіліського державного університету.
У 2012—2014 роках — президент Федерації боротьби Грузії.

### Політична діяльність
У 2012—2015 роках — проректор в Академії внутрішніх справ Грузії; у 2015—2016 роках — депутат парламенту Грузії VIII скликання, виборчий блок: «Бідзіна Іванішвілі — Грузинська мрія».

### Нагороди иа визнання
- 2003 — Орден Вахтанга Горгасалі II ступеня
- 2002 — Лицар грузинського спорту
- 2000 р. — Орден Вахтанга Горгасалі III ступеня
- 2000 — Орден «За заслуги».
- 1997 — Орден «За заслуги».

## Спортивні результати на міжнародних змаганнях

### Виступи на Олімпіадах
| Змагання                    | Збірна | Вагова категорія          | Місце  |
| --------------------------- | ------ | ------------------------- | ------ |
| Літні Олімпійські ігри 1996 | Грузія | вільна боротьба, до 90 кг | Бронза |
| Літні Олімпійські ігри 2000 | Грузія | вільна боротьба, до 97 кг | Бронза |
| Літні Олімпійські ігри 2004 | Грузія | вільна боротьба, до 96 кг | 8      |

### Виступи на Чемпіонатах світу
| Змагання                                | Збірна | Вагова категорія           | Місце  |
| --------------------------------------- | ------ | -------------------------- | ------ |
| Чемпіонат світу з боротьби 1993         | Грузія | вільна боротьба, до 90 кг  | Срібло |
| Чемпіонат світу з боротьби 1994         | Грузія | вільна боротьба, до 90 кг  | 10     |
| Чемпіонат світу з боротьби 1995         | Грузія | вільна боротьба, до 90 кг  | 8      |
| Чемпіонат світу з боротьби 1997         | Грузія | вільна боротьба, до 97 кг  | Бронза |
| Чемпіонат світу з боротьби 1998         | Грузія | вільна боротьба, до 97 кг  | 6      |
| Чемпіонат світу з боротьби 1999         | Грузія | вільна боротьба, до 97 кг  | 6      |
| Чемпіонат світу з боротьби 2001         | Грузія | вільна боротьба, до 97 кг  | 5      |
| Чемпіонат світу з боротьби 2002         | Грузія | вільна боротьба, до 96 кг  | Золото |
| Чемпіонат світу з боротьби 2003         | Грузія | вільна боротьба, до 96 кг  | Золото |
| Чемпіонат світу з боротьби 2005         | Грузія | вільна боротьба, до 96 кг  | Срібло |
| Чемпіонат світу з боротьби 2006         | Грузія | вільна боротьба, до 120 кг | 10     |
| Чемпіонат світу з пляжної боротьби 2009 | Грузія | понад 85 кг                | Срібло |

### Виступи на Чемпіонатах Європи
| Змагання                         | Збірна | Вагова категорія           | Місце  |
| -------------------------------- | ------ | -------------------------- | ------ |
| Чемпіонат Європи з боротьби 1993 | Грузія | вільна боротьба, до 90 кг  | Срібло |
| Чемпіонат Європи з боротьби 1994 | Грузія | вільна боротьба, до 90 кг  | 6      |
| Чемпіонат Європи з боротьби 1995 | Грузія | вільна боротьба, до 90 кг  | Срібло |
| Чемпіонат Європи з боротьби 1996 | Грузія | вільна боротьба, до 90 кг  | Золото |
| Чемпіонат Європи з боротьби 1997 | Грузія | вільна боротьба, до 97 кг  | Золото |
| Чемпіонат Європи з боротьби 1998 | Грузія | вільна боротьба, до 97 кг  | Золото |
| Чемпіонат Європи з боротьби 1999 | Грузія | вільна боротьба, до 97 кг  | Бронза |
| Чемпіонат Європи з боротьби 2000 | Грузія | вільна боротьба, до 97 кг  | 9      |
| Чемпіонат Європи з боротьби 2001 | Грузія | вільна боротьба, до 97 кг  | Золото |
| Чемпіонат Європи з боротьби 2002 | Грузія | вільна боротьба, до 96 кг  | Срібло |
| Чемпіонат Європи з боротьби 2003 | Грузія | вільна боротьба, до 96 кг  | 5      |
| Чемпіонат Європи з боротьби 2005 | Грузія | вільна боротьба, до 96 кг  | Золото |
| Чемпіонат Європи з боротьби 2006 | Грузія | вільна боротьба, до 120 кг | Бронза |
| Чемпіонат Європи з боротьби 2009 | Грузія | вільна боротьба, до 96 кг  | 14     |

### Виступи на Кубках світу
| Змагання                    | Збірна | Вагова категорія          | Місце |
| --------------------------- | ------ | ------------------------- | ----- |
| Кубок світу з боротьби 2007 | Грузія | вільна боротьба, до 96 кг | 4     |
| Кубок світу з боротьби 2014 | Грузія | вільна боротьба, до 97 кг | 9     |

### Виступи на інших змаганнях
| Змагання                           | Збірна | Вагова категорія           | Місце  |
| ---------------------------------- | ------ | -------------------------- | ------ |
| Гран-прі Німеччини з боротьби 1996 | Грузія | вільна боротьба, до 90 кг  | Золото |
| Абсолютний чемпіонат FILA 2003     | Грузія | вільна боротьба, до 96 кг  | 5      |
| Золотий Гран-прі з боротьби 2006   | Грузія | вільна боротьба, до 120 кг | Бронза |
| Золотий Гран-прі з боротьби 2008   | Грузія | вільна боротьба, до 120 кг | 7      |
| Золотий Гран-прі з боротьби 2009   | Грузія | вільна боротьба, до 96 кг  | 5      |
| Кубок Тахті 2014                   | Грузія | вільна боротьба, до 97 кг  | 12     |

### Виступи на змаганнях молодших вікових груп
| Змагання                                      | Збірна | Вагова категорія          | Місце  |
| --------------------------------------------- | ------ | ------------------------- | ------ |
| Чемпіонат Європи з боротьби серед молоді 1992 | Грузія | вільна боротьба, до 82 кг | Золото |